# 穆里德
穆里德，在伊斯蘭教蘇非主義中是指學生，致力於精神啟蒙的新手，他的老師就是皮爾或穆里希德。
穆里德的啟蒙過程被稱為ʿahd（阿拉伯語：عَهْد）或bai'ath。在啟蒙之前，穆里希德必須首先接受啟蒙者作為他或她的門徒。在整個教學期間，穆里德常會在個人精神訓練中經歷幻象等情況。這些幻象由穆里希德解釋。早期蘇菲教派的一個常見做法是穆里德在啟蒙時或他在神秘發展的道路上完成一系列越來越困難和重要的任務直到達到瓦西爾(到達之人)階段之後，穆爾希德會授予穆里德一件長袍和一本指導書。
到這階段，他已完成學習可跟穆里希德巡迴宣教。